# Мутть, Михкель
Михкель Мутть (эст. Mihkel Mutt; 18 февраля 1953, Тарту) — эстонский писатель, журналист, литературный и театральный критик.

## Биография
Мутть родился 18 февраля 1953 года в Тарту в семье переводчика и англиста Олега Муття. Ходил в тартускую среднюю школу № 8. С 1971 по 1976 год изучал эстонскую филологию в Тартуском университете. После окончания учёбы и до 1987 года работал редактором в издательстве, а также в различных газетах и литературных журналах: в газете Тартуского университета (1974—1975), в журнале «Looming» (1977—1986), в газетах «Eesti Ekspress», «Eesti Aeg» и «Hommikuleht» (1991—1993). После этого короткое время был фрилансером, затем два года работал в качестве драматурга в Таллинском театре юного зрителя (ныне Городской театр). В 1991—1992 годах Мутть был руководителем информационного бюро в МИД Эстонии.
С 1993 по 1997 год Мутть был фрилансером. С 1997 по 2005 год был главным редактором газеты «Sirp», а затем с ноября 2005 по февраль 2016 года — главным редактором крупного эстонского литературного журнала «Looming».
С 1980 года Мутть — член союза писателей Эстонии и несколько раз входил в правление. С 1992 года он являлся членом эстонского ПЕН-клуба, а с 1996 по 1999 год являлся его президентом.

## Творчество
Михкель Мутть публикует с 1970-х годов новеллы, критические статьи и эссе. Его первая книга, сборник рассказов «Ученик Фабиана», вышла в 1980 году и была положительно оценена одним из критиков как «приятно остроумная». Тот же критик поставил автора в один ряд с Вайно Вахингом, Мати Унтом и Яаком Йыэрюйтом. В 1981 году этот сборник получил премию им. Ф. Тугласа. Затем последовали другое его книги: «Мужчины» (1981), сатирический роман «Мыши на ветру» (1982), «Замри» (1985), «Дорогие поколения» (1986), «Плач старика Фабиана» (1989) и другие.
Его прозу отличает ирония и сатира. Его романы посвящены культурно-социальным и межличностным проблемам, для них характерна присущая автору нетрадиционная язвительность. Среди излюбленных тем его произведения — интеллигенция, в частности, творческая интеллигенция. Её он изображает зачастую гротескно, самоиронично и несколько автобиографично. Благодаря своему творчеству, Михкель Мутть быстро приобрёл популярность и в эмигрантских кругах в Европе.
Михкель Мутть стал автором двух книг для детей: «Französisch!» (1981) и «Дед Мороз» (1986) о проблемах современной семьи. Книга «Französisch!» в 1986 году была переведена на русский язык. Книга «Дед Мороз» в 1987 году была удостоена литературной премии им. Ю. Смуула.
Известен как эссеист, политический обозреватель, литературный и театральный критик и переводчик. Критические статьи Муття отличает эрудиция и нестандартное мышление, он также писал пародии на театральные темы. Мутть писал и сценарии, по которым был снят телефильм «1991» и телесериал «Сальмоны». Также он писал путевые очерки о Новой Зеландии, Монголии, Швеции и Англии. Наконец между 2009 и 2011 годами он выпустил шесть томов своих мемуаров.

## Награды
- Крест «За заслуги» (2020, Министерство иностранных дел Эстонии)[9]
- Национальная премия Эстонии в области культуры (2024)[10]